# Страховой риск
Страховой риск — это событие, наступление которого не определено во времени и в пространстве, независимое от волеизъявления человека, опасное и создающее вследствие этого стимул для страхования; это тот риск, который может быть оценён с точки зрения вероятности наступления страхового случая и размеров возможного ущерба.
Страховой риск зависит от осуществления страхователем различных превентивных мероприятий, снижающих вероятность наступления страхового случая и потенциальный размер ущерба. Характер страховых рисков учитывается при вычислении страховых тарифов. Страхователь обязан сообщить страховщику об обстоятельствах, влияющих на страховой риск, в противном случае договор страхования может быть признан недействительным.
Страховой риск — понятие, имеющее несколько значений:
- риск — как вероятность наступления события, находящегося вне контроля;
- риск — вероятность наступления ущерба жизни, здоровью, имуществу страхователя (застрахованного) в результате страхового случая;
- риск — ответственность страховщика, вид ответственности страховщика;
- риск — предполагаемое событие, на случай наступления которого проводится страхование.

В зависимости от источника опасности страховые риски делят на две группы: связанные с проявлениями сил природы (землетрясения, наводнения, сели, ценами и тому подобное) и связанные с противоправными действиями человека (кражи, ограбления, акты вандализма и другие):
Согласно общей классификации, страховые риски подразделяются следующим образом:
- Экологические риски связаны с загрязнением природы по вине человека;
- Транспортные риски учитываются в страховании транспортных средств и перевозимого груза;
- Политические риски связаны с нарушением международного права, мероприятиями иностранных государств в отношении суверенного государства или его граждан;
- Специальные риски учитываются при транспортировке особо ценных грузов (например, денег, золота, драгоценностей, произведений искусства);
- Технические риски связаны с внезапным выходом из строя оборудования;
- Риски гражданской ответственности.